# Zone de Ramsay-Hunt

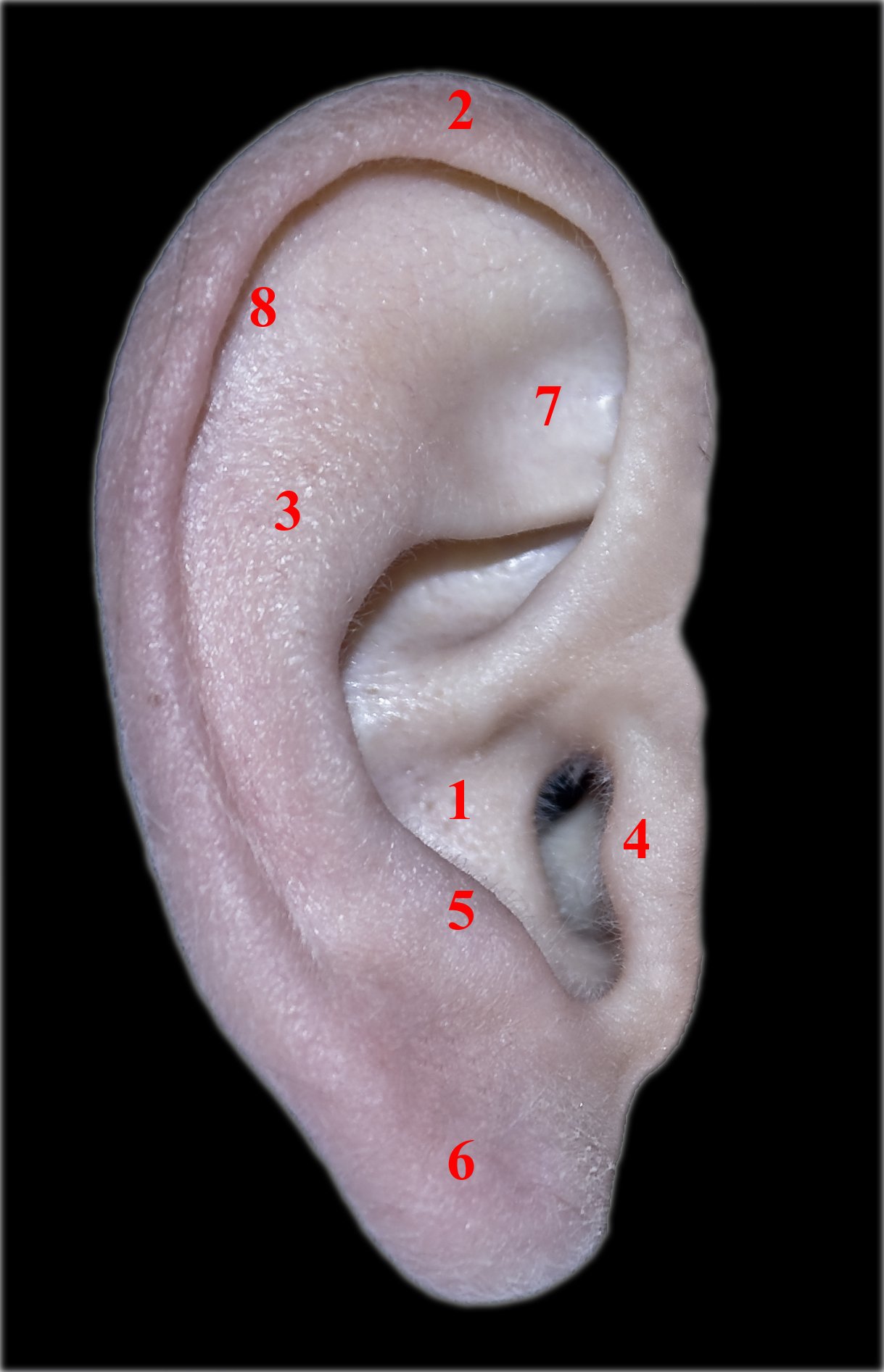
Anatomie du pavillon de l'oreille : 1) la conque, 2) l'hélix, 3) l'anthélix, 7) la fossette triangulaire.

La zone de Ramsay-Hunt est le nom d'une petite zone cutanée de l'oreille externe dont la sensibilité est assurée par le nerf intermédiaire (ou nerf intermédiaire de Wrisberg ou racine sensitive du facial ou VII bis).
C'est finalement toute la zone innervée par le contingent de fibres sensitives du nerf facial dont les autres fonctions d'innervation sont motrices, sensorielles et sensitives. En effet le nerf facial n'a pas d'autres fibres sensitives que celles constitutives du nerf intermédiaire.

## Description
La zone de Ramsay-Hunt comprend la conque, la partie antérieure de l’anthélix, la racine de l’hélix, la fossette triangulaire, les faces postérieure et inférieure du conduit auditif externe et du tympan. Le reste de l'oreille externe reçoit son innervation sensitive du nerf trijumeau et de la branche postérieure du nerf grand auriculaire. 

## Intérêt en séméiologie
L'examen de la sensibilité de la zone de Ramsay-Hunt est essentiel pour rechercher une atteinte du nerf intermédiaire, le bilan d'une paralysie faciale périphérique, et le diagnostic d'un zona du ganglion géniculé. Dans ce dernier cas la conque est le siège d'une éruption vésiculeuse bien délimitée constitutive d'un syndrome de Ramsay Hunt (il existe 3 types de syndromes portant ce nom).

## Historique
La zone, comme les syndromes éponymes, ont été décrits par James Ramsay Hunt (en), neurologue américain (1872-1937) ayant combattu en France pendant la Première Guerre mondiale. En anglais il n'y a pas de trait d'union dans son nom.